# Ficelle (corde)
Pour les articles homonymes, voir ficelle.

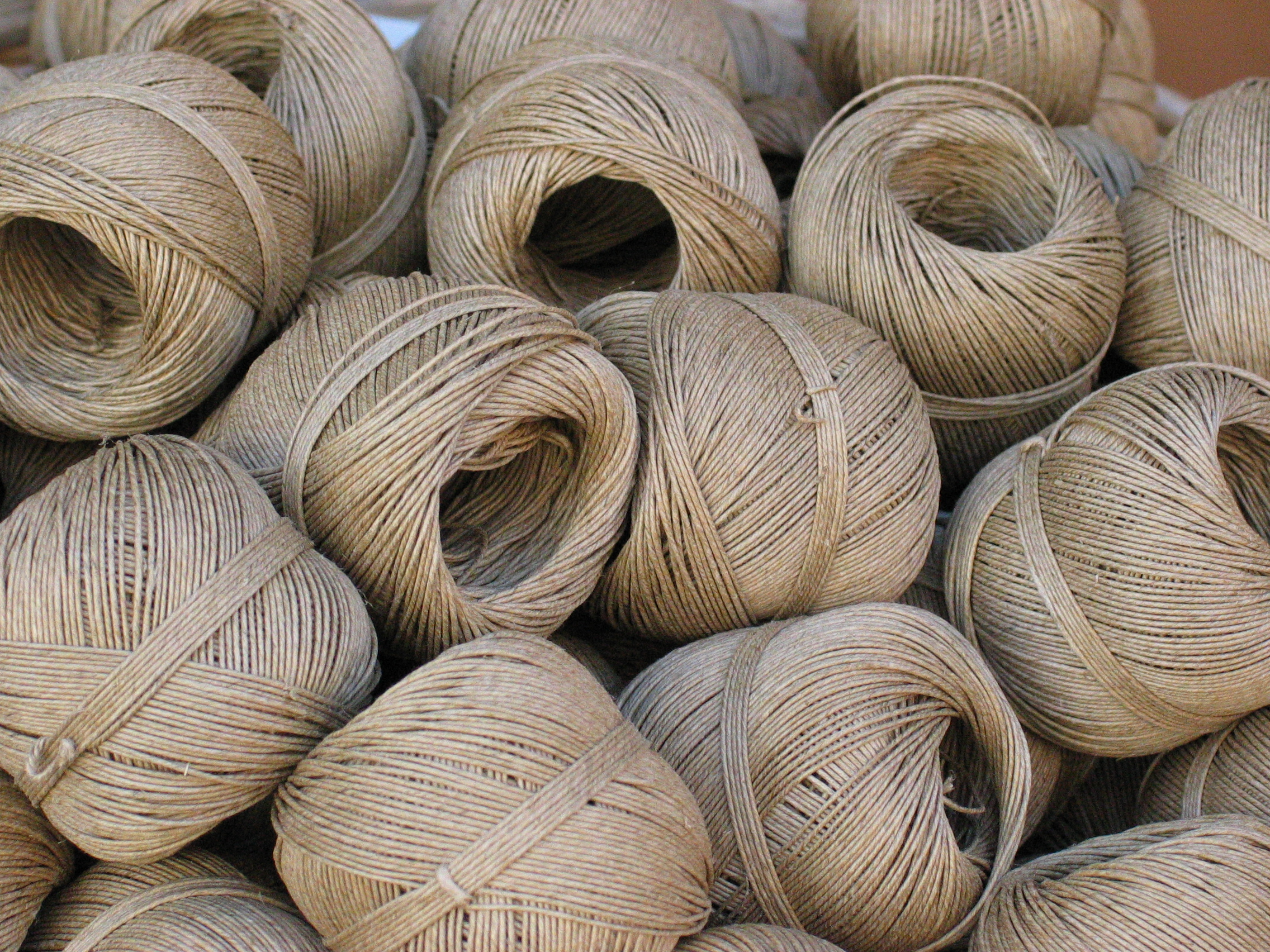
Pelotes de ficelle.

La ficelle est un genre de corde fine constituée de plusieurs brins et destinée à attacher et emballer toutes sortes d'objets dans les domaines domestique ou professionnel.
Contrairement au cas de la corde, les fils constituant la ficelle ne sont ni tordus, ni tressés.
Elle fut notamment très utilisée en agriculture à l'époque des moissonneuses-lieuses pour attacher les gerbes de céréales puis pour lier les bottes de foin et ballots de paille et désormais les balles rondes.
La ficelle était à l'origine fabriquée à l'aide de fibres végétales, notamment le chanvre, le coton, le jute, le raphia et le sisal. De nos jours on emploie de plus en plus des fibres synthétiques, notamment le polypropylène qui offre une résistance mécanique très supérieure.
On utilise aussi l’écorce interne du tilleul, appelée teille ou tille, pour confectionner de la ficelle et de la corde d’une grande qualité.
La ficelle de boucher est une fine ficelle blanche adaptée au contact alimentaire. Elle est utilisée principalement en cuisine pour maintenir ensemble la barde à une pièce de viande avant et pendant leur cuisson.

## Voir aussi

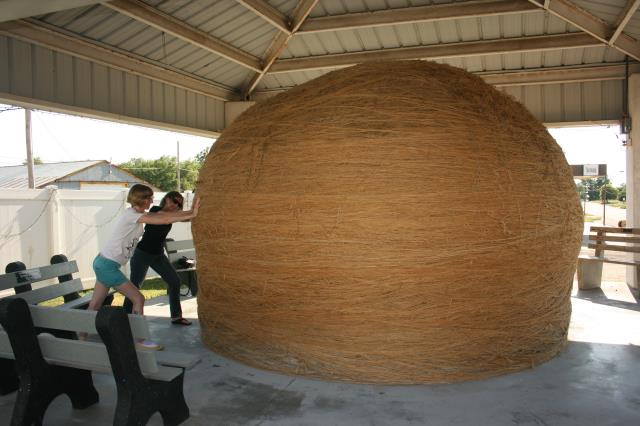
La plus grosse pelote de ficelle roulée par une communauté située à Cawker City, Kansas (2013)